# Acaeroplastes mateui
Acaeroplastes mateui là một loài chân đều trong họ Porcellionidae. Loài này được Vandel miêu tả khoa học năm 1957.